# Bhoja

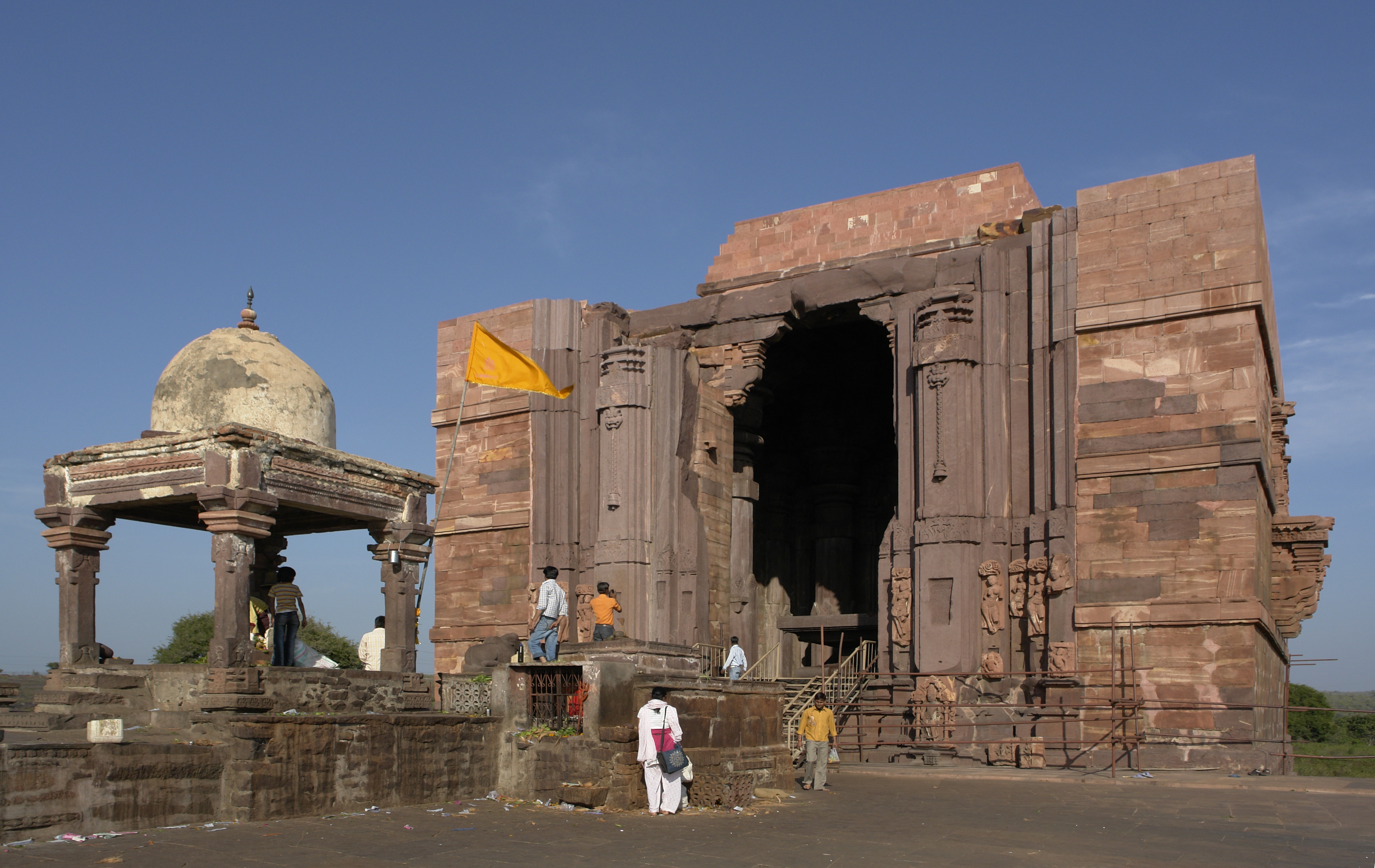
Bhojeshvara-Tempel in Bhojpur

Bhoja oder Bhojaraja (Sanskrit: भोज Bhoja) war ein indischer König von Malwa in der ersten Hälfte des 11. Jahrhunderts. Darüber hinaus gilt er als Universalgelehrter und war ein großer Förderer der Künste.

## Leben
Bhoja gehörte der im Königreich Malwa herrschenden Paramara-Dynastie an. Er folgte um das Jahr 1000 seinem Vater Sindhuraja auf den Thron und führte mehrere erfolgreiche Kriege, vor allem gegen die Chalukya und brachte so sein Reich zu einer Blütezeit. Gegen Ende seiner Herrschaft unterlag er jedoch den Angriffen der Chalukya und erlag während eines Feldzugs einem heftigen Fieber. Darauf folgten Thronwirren, bei denen sich zuerst Jayasimha durchsetzte, der aber bald von Udayaditya abgelöst wurde, der das Reich wieder ordnete. Beide gehörten wohl zur engeren Verwandtschaft von Bhoja.
Bhoja ließ im ganzen Land Dämme und Stauseen errichten und baute die Königsstadt Dhar aus, wobei er mehrere Tempel und eine Sanskritschule errichten ließ. Zudem gründete er die Städte Bhopal und Bhojpur.
Bhoja war ein Förderer der Sanskrit-Literatur und verfasste selbst mehrere Schriften, worin er unterschiedlichste Themen abhandelte, wie Alchemie, Architektur, Astronomie, Gesetzgebung, Ikonographie, Philosophie, Poetik, Rhetorik, Schiffbau und Yoga. Bhoja war ein Shivait, der eine dualistische Position einnahm.

## Werke
König Bhoja werden über 80 Werke zugeschrieben, doch wird angenommen, dass er selbst nicht so viele Werke selbst verfasst haben kann und dass einige davon von seinen Hofschreibern stammen. Zu den wichtigsten Werken zählen:
- Nāmamālikā (Lexikon)
- Rājamartaṇḍa (Kommentar zu Patanjalis Yogasutra)
- Rajamṛgaṅka (Astronomie)
- Rāmāyaṇa-campū (Version des Epos Ramayana)
- Śālihotra (Pferdezucht)
- Samarāṅgaṇa-sūtradhāra (Architektur, Ikonographie)
- Sarasvatī-kaṇṭhābharaṇa (Poetik)
- Śriṅgāra-prakāśa (Poetik, Dramaturgie)
- Tattvaprakāśa (shivaitische Philosophie)
- Yuktikalpataru (Schiffbau)